# Нембро
Нембро (итал. Nembro) је насеље у Италији у округу Бергамо, региону Ломбардија.
Према процени из 2011. у насељу је живело 9617 становника. Насеље се налази на надморској висини од 319 м.

## Становништво
Према резултатима пописа становништва 2011. у општини је живело 11.542 становника.
| 1931. | 1936. | 1951. | 1961. | 1971.  | 1981.  | 1991.  | 2001.  | 2011.  |
| ----- | ----- | ----- | ----- | ------ | ------ | ------ | ------ | ------ |
| 6.646 | 6.729 | 8.197 | 9.633 | 10.856 | 10.708 | 11.116 | 11.108 | 11.542 |